# 신들에게 주워진 남자
신들에게 주워진 남자(神達に拾われた男)는 Roy(작가), 리린라(일러스트)가 원작한 일본의 라이트 노벨 소설 작품이다. 「소설가가 되자」에서 2014년 1월 18일부터 웹 소설로 발간을 개시, 2015년 9월 10일부터 개정판으로 발간 개시했다. 2017년 9월부터 HJ 노벨즈(하비재팬)에서 정식 간행했다.

## 줄거리
인생에서 안습이란 안습은 다 경험해 본 불운남 타케바야시 료마. 생전에는 어린시절부터 학대만 일삼아온 부모님, 직장인이 되어 취직한 곳은 블랙기업, 상사는 악질들... 마지막까지도 불운 그 자체였다. 그동안 안습 인생의 보답마저도 갑작스러운 죽음, 그것도 어처구니 없게도 재채기하다 뇌출혈?!
사후세계에서 신들에게 따져보니 워낙 불운으로 점철된지라 이번에 새로 환생시켜줄 예정이라 한다. 신들은 그를 딱히 여겨 마법이 존재하는 이세계에서 마법능력을 가진 소년으로 환생시켜주고 료마는 새 몸으로 조용한 삶을 시작한다.